# Tidig är tiden
Tidig är tiden är en sång som från början var en dikt som var skriven av Markuu Reingold och hans kompis Rolf Carlsson. Låten deltog i Melodifestivalen 2002. Den ställde upp i tredje deltävlingen. Den fick 11000 röster i den första omgången och 19104 röster i den andra omgången med en trea som bästaplaceringen och då blev den skickad till vinnarnas val. Det gick inte så bra där för att den slutade på 8 plats av 8 deltagare.